# Пархоменко Петро Миколайович
Петро Миколайович Пархоменко (1 жовтня 1942, село Спаське, Сосницького району, Чернігівської області) — промисловець, заслужений працівник промисловості України (1998), Почесний громадянин Києва (2007).

## Життєпис
Народився 1 жовтня 1942 у с. Спаське Чернігівської області.
Закінчив Київський технологічний інститут харчової промисловості (1969).
В 1969 — 1975 — начальник відділу, 1975-1983 — директор хлібокомбінату, 1983-1993 — генеральний директор Київського виробничого об'єднання хлібопекарної промисловості, з 1996 — АТ «Київхліб».

## Нагороди та відзнаки
Нагороджений орденами Трудового Червоного Прапора (1986), орден Дружби народів (1986), «За заслуги» III ст. (2002), медалі. Почесна грамота Кабінету Міністрів України (2002).